# Ado Malagoli

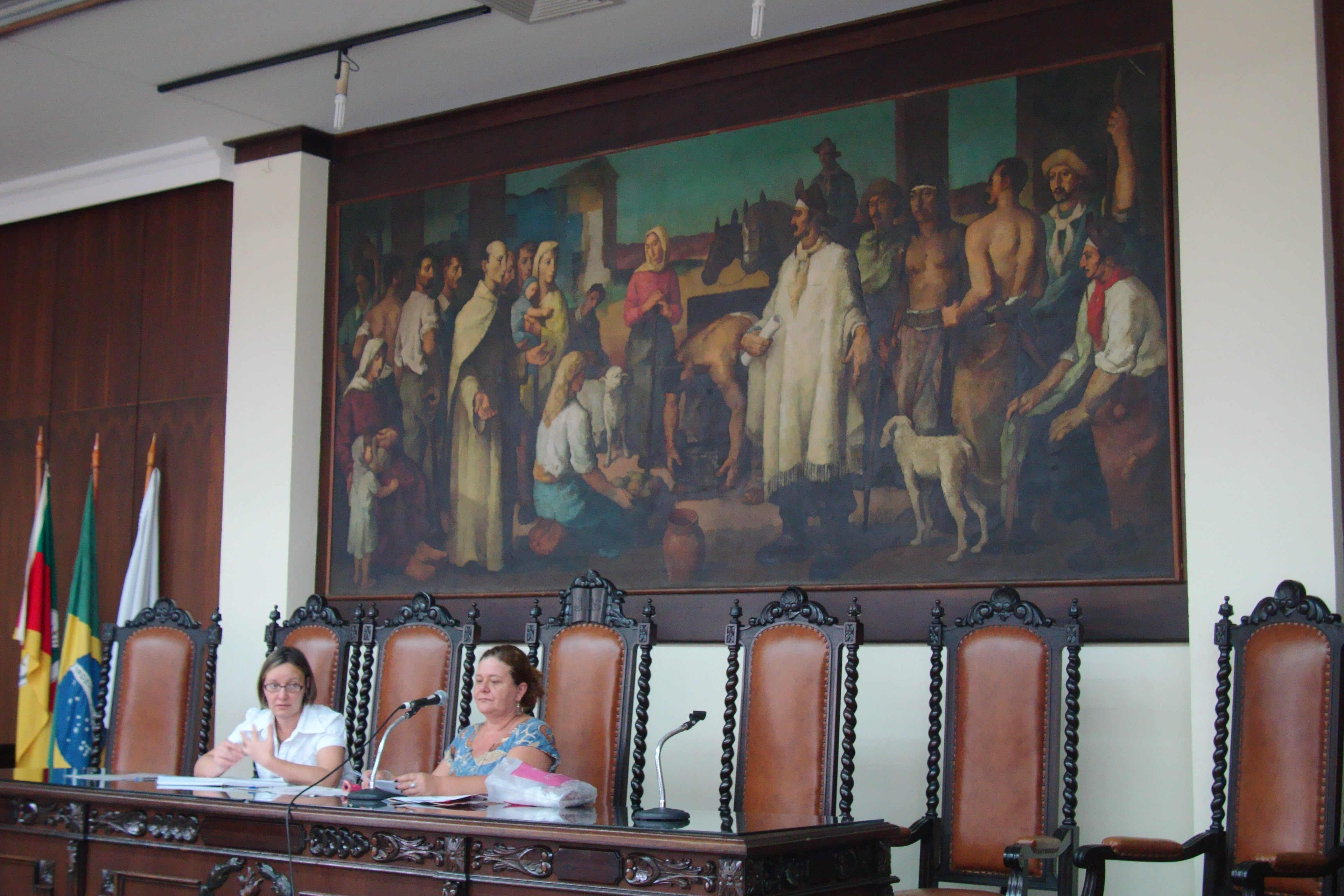
Painel na Faculdade de Direito da UFRGS

Ado Malagoli (Araraquara, 28 de abril de 1906 – Porto Alegre, 4 de março de 1994) foi um pintor, professor, restaurador e museólogo brasileiro.

## Biografia
Malagoli formou-se em Artes decorativas na Escola Profissional Masculina do Brás, em 1922. De 1922 a 1928 estudou no Liceu de Artes e Ofícios de São Paulo, onde foi aluno de um dos mais conceituados professores italianos de pintura em São Paulo, o siciliano Giuseppe Barchita. Trabalhou com Francisco Rebolo Gonzáles na execução de painéis decorativos. Nessa época, conheceu Alfredo Volpi e Mario Zanini.
Em 1928, ingressou na Escola Nacional de Belas Artes do Rio de Janeiro e, em 1933 passou a integrar o Núcleo Bernardelli, ao lado de João José Rescala, Edson Motta, Milton Dacosta e Joaquim Tenreiro, entre outros.
Em 1942, ganhou o "Prêmio Viagem", concedido pelo Salão Nacional de Belas Artes, e foi para os Estados Unidos, onde permaneceu de 1943 a 1946. Ali cursou História da arte e Museologia, no Fine Arts Institute da Universidade de Columbia, e Organização de Museus, no Brooklin Museum. Em 1946, aconteceu a sua primeira individual, na Careen Gems Gallery, em Nova York. No mesmo ano, retornou ao Brasil e iniciou atividade como professor, em Juiz de Fora.  Logo retorna ao Rio de Janeiro e torna-se professor da Associação Brasileira de Desenho.
Em 1952, transferiu-se para Porto Alegre, passando a lecionar pintura no Instituto de Belas Artes do Rio Grande do Sul até 1976. Assumiu o cargo de superintendente do Ensino Artístico da Secretaria de Educação e Cultura do Estado, tornando-se responsável por toda a Divisão de Cultura da Secretaria. Em 1954, criou o Museu de Arte do Rio Grande do Sul - MARGS, inaugurado em 1957. Integrou a comissão de seleção da Mostra de Arte Gaúcha em 1982.
Em 1997, o Museu de Arte do Rio Grande do Sul passou a se chamar Museu de Arte do Rio Grande do Sul Ado Malagoli, em homenagem ao seu fundador.

## Prêmios
- 1935 - Menção Honrosa no Salão Nacional de Belas Artes, Rio de Janeiro
- 1938 – Medalha de Bronze no Salão Nacional de Belas Artes, Rio de Janeiro
- 1939 - Medalha de Prata no Salão Nacional de Belas Artes, Rio de Janeiro
- 1942 - Prêmio Viagem ao Exterior no Salão Nacional de Belas Artes, Rio de Janeiro
- 1948 - Prêmio Euclides da Cunha no Salão Fluminense de Belas Artes, Rio de Janeiro
- 1948 - Pequena Medalha de Prata no 14º Salão Paulista de Belas Artes, São Paulo
- 1949 - Prêmio Arnaldo Guinle no Salão Municipal de Belas Artes, Rio de Janeiro
- 1949 - Prêmio Viagem no Salão Nacional de Belas Artes, Rio de Janeiro
- 1950 - Medalha de Prata no Salão Fluminense de Belas Artes, Rio de Janeiro
- 1950 - Prêmio Alto Mérito no Salão Municipal de Belas Artes, Rio de Janeiro
- 1951 - Prêmio Municipalidade no Salão Municipal de Belas Artes, Rio de Janeiro
- 1955 - Medalha de Prata no 6º Salão de Belas Artes do Rio Grande do Sul, Porto Alegre
- 1956 - Prêmio Guggenheim, MAM/RJ, Rio de Janeiro
- 1957 - Prêmio Aquisição no 21º Salão Paulista de Belas Artes, São Paulo
- 1960 - Primeiro prêmio no 15º Salão de Belas Artes da Cidade de Belo Horizonte, MAP, Belo Horizonte
- 1962 - Primeiro prêmio no 17º Salão de Belas Artes da Cidade de Belo Horizonte, MAP, Belo Horizonte